# 高清USB手指

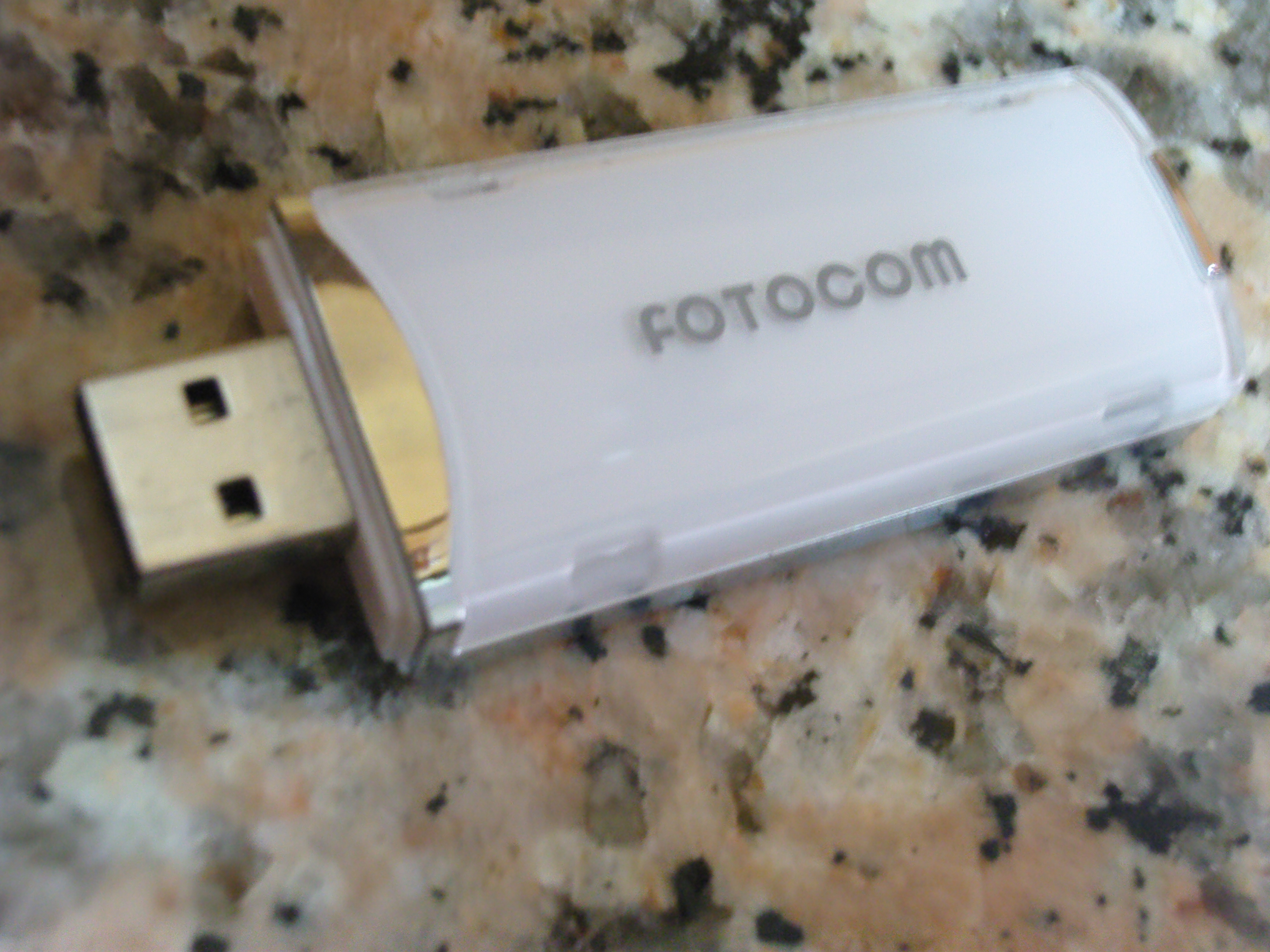
fotocom出品的一款高清USB手指。

高清USB手指是電子消費產品，一種是用於收看數碼廣播的頻道，多數需要另加外置天線；另一種是透過WiFi等無線的方式與網路或行動裝置連結，以觀看影片、照片甚至是上網等。高清USB手指在電腦使用上取代机顶盒，因為USB手指價格比机顶盒便宜，不佔太大空間，更可以隨身，適合手提電腦，也可以在桌上型電腦上使用。另外有些高清USB手指具有HDMI介面，可無須透過電腦、直接連接到液晶電視或螢幕，例如Chromecast。
一些高清USB手指可做為軟體無線電（SDR, Software Define Radio）之用。

## 参見
- 高清晰度電視
- 數位電視
- HTPC

1. ↑  .   [2018-09-23]. （原始内容存档于2018-09-23）.